# Kröpelin
Kröpelin – miasto w Niemczech, w kraju związkowym Meklemburgia-Pomorze Przednie, w powiecie Rostock.

## Toponimia
Nazwa notowana w najstarszych źródłach w formie Crupelin (1177, 1192, 1232) lub Chrupelin (1219), od połowy XIII wieku pisana jako Cropelin. Rekonstruowane pierwotnie połabskie *Chropělin pochodzi od imienia własnego *Chropěla. Późniejsza etymologia ludowa wywiodła nazwę miasta od niemieckiego słowa Krüppel „kaleka”, stąd w herbie miasta znalazł się wizerunek kaleki.

## Współpraca międzynarodowa
Umowy partnerskie:
- Arnage, Francja
- Hude (Oldenburg), Dolna Saksonia
- Schwarmstedt, Dolna Saksonia
- Włoszakowice